# Volgabulgariska riket
Volgabulgariska riket var en statsbildning i Östeuropa under medeltiden vid mellersta Volga, i nuvarande 
Ryssland. Riket existerade från 600-talet till 1236.

## Historik
Volgabulgariska rikets ursprung räknas till den grupp av protobulgarer efter det storbulgariska rikets upplösning som drog sig norrut mot sina historiska boplatser vid mellersta Volga, till exempel bosättningen Bulghar. Volgabulgarerna konverterade till islam under 700- och 800-talet. 
Riket övergick officiellt till islam år 922.  Det var ungefär samtidigt som riket utvecklade sig som ett handelscentrum och kom i kontakt med andra folk som skandinaviska vikingar, slaver och olika finsk-ugriska folk. Araberna blev bekanta med volgabulgarerna, och till exempel den arabiske författaren Ibn Fadlan skildrade slavhandeln i Volgabulgariska riket och ruserna i Bulghar, som kan ha varit nordbor eller ett inhemskt folk påverkat av nordiska seder.
Riket störtades 1236 av mongolinvasionen. Man har fört fram tanken att tjuvasjerna, som nu bebor samma område, skulle kunna vara volgabulgarernas ättlingar.

## Galleri

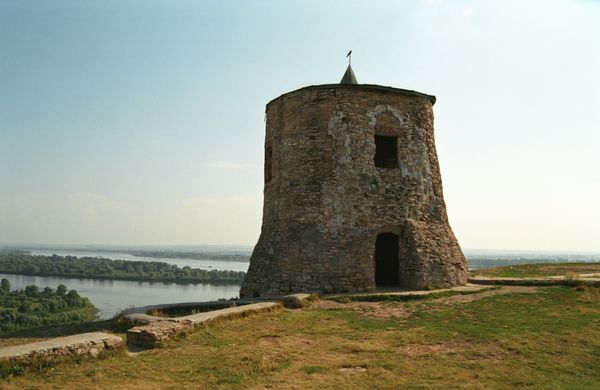
Volgabulgarernas Djävulsborg i Jelabuga